# Таймон, Джош
Джо́шуа Лью́ис Та́ймон (англ. Joshua Lewis Tymon; родился 22 мая 1999, Кингстон-апон-Халл), более известный как Джош Таймон (англ. Josh Tymon) — английский футболист, защитник клуба «Суонси Сити».

## Ранние годы
Родился в городе Кингстон-апон-Халл. Выступал за команды «Пеликан Юнайтед», «Пайнфлит» и «Скерлаф» в детской воскресной лиге Халла.
В возрасте 12 лет Таймон стал игроком академии клуба «Халл Сити», где начал быстро прогрессировать. В сезоне 2014/15 15-летний Джош, ещё будучи школьником, после уроков сыграл в выездном матче Молодёжного кубка Англии против «Манчестер Юнайтед». Молодая команда «тигров» проиграла со счётом 3:0 команде академии «Манчестер Юнайтед», в составе которой играл Маркус Рашфорд.

## Клубная карьера
30 января 2016 года Джош дебютировал за основной состав «Халл Сити» в матче Кубка Англии против «Бери». Он вышел в стартовом составе и провёл на поле 80 минут. На момент профессионального дебюта ему было 16 лет и 257 дней.
19 ноября Таймон дебютировал в Премьер-лиге, выйдя на поле с первых минут матча против «Сандерленда» на «Стэдиум оф Лайт». 7 января 2017 года забил первый в своей профессиональной карьере гол в матче Кубка Англии против «Суонси Сити».
По итогам сезона 2016/17 «Халл Сити» выбыл из Премьер-лиги в Чемпионшип. 5 июля 2017 года Таймон перешёл в «Сток Сити», предварительно отвергнув предложенный ему «тиграми» контракт. Вице-председатель «Халла» заявил: «Клуб, конечно же, разочарован из-за потери доморощенного игрока, продукта нашей академии». Таймон подписал с «гончарами» пятилетний контракт. 23 августа 2017 года Джош дебютировал за «Сток Сити» в матче Кубка Футбольной лиги против «Рочдейла».

## Карьера в сборной
В январе 2016 года Таймон получил свой первый вызов сборную Англии до 17 лет. 5 февраля 2016 года дебютировал за сборную в матче против португальцев.
В 2017 году дебютировал в составе английских сборных сразу трёх возрастных категорий: до 18, до 19 и до 20 лет.

## Статистика выступлений
| Клуб             | Сезон            | Лига             | Лига | Лига | Кубок Англии | Кубок Англии | Кубок лиги | Кубок лиги | Прочие | Прочие | Итого | Итого |
| Клуб             | Сезон            | Дивизион         | Игры | Голы | Игры         | Голы         | Игры       | Голы       | Игры   | Голы   | Игры  | Голы  |
| ---------------- | ---------------- | ---------------- | ---- | ---- | ------------ | ------------ | ---------- | ---------- | ------ | ------ | ----- | ----- |
| Халл Сити        | 2015/16          | Чемпионшип       | 0    | 0    | 2            | 0            | 0          | 0          | —      | —      | 2     | 0     |
| Халл Сити        | 2016/17          | Премьер-лига     | 5    | 0    | 2            | 1            | 5          | 0          | —      | —      | 12    | 1     |
| Халл Сити        | Итого            | Итого            | 5    | 0    | 4            | 1            | 5          | 0          | —      | —      | 14    | 1     |
| Сток Сити        | 2017/18          | Премьер-лига     | 0    | 0    | 0            | 0            | 2          | 0          | —      | —      | 2     | 0     |
| Всего за карьеру | Всего за карьеру | Всего за карьеру | 5    | 0    | 4            | 1            | 7          | 0          | 0      | 0      | 16    | 1     |